# Fédération latino-américaine d’associations de familles de détenus-disparus
La Fédération latino-américaine d’associations de familles de détenus-disparus (FEDEFAM) est une organisation non gouvernementale apolitique intégrant des associations de divers pays venant en aide aux familles de victimes de disparition forcée en Amérique Latine et aux Caraïbes. Elle a été fondée en janvier 1981.

## Histoire
La Fedefam est créée en 1981, mais l'idée remonte à 1979,,,,,,,. 

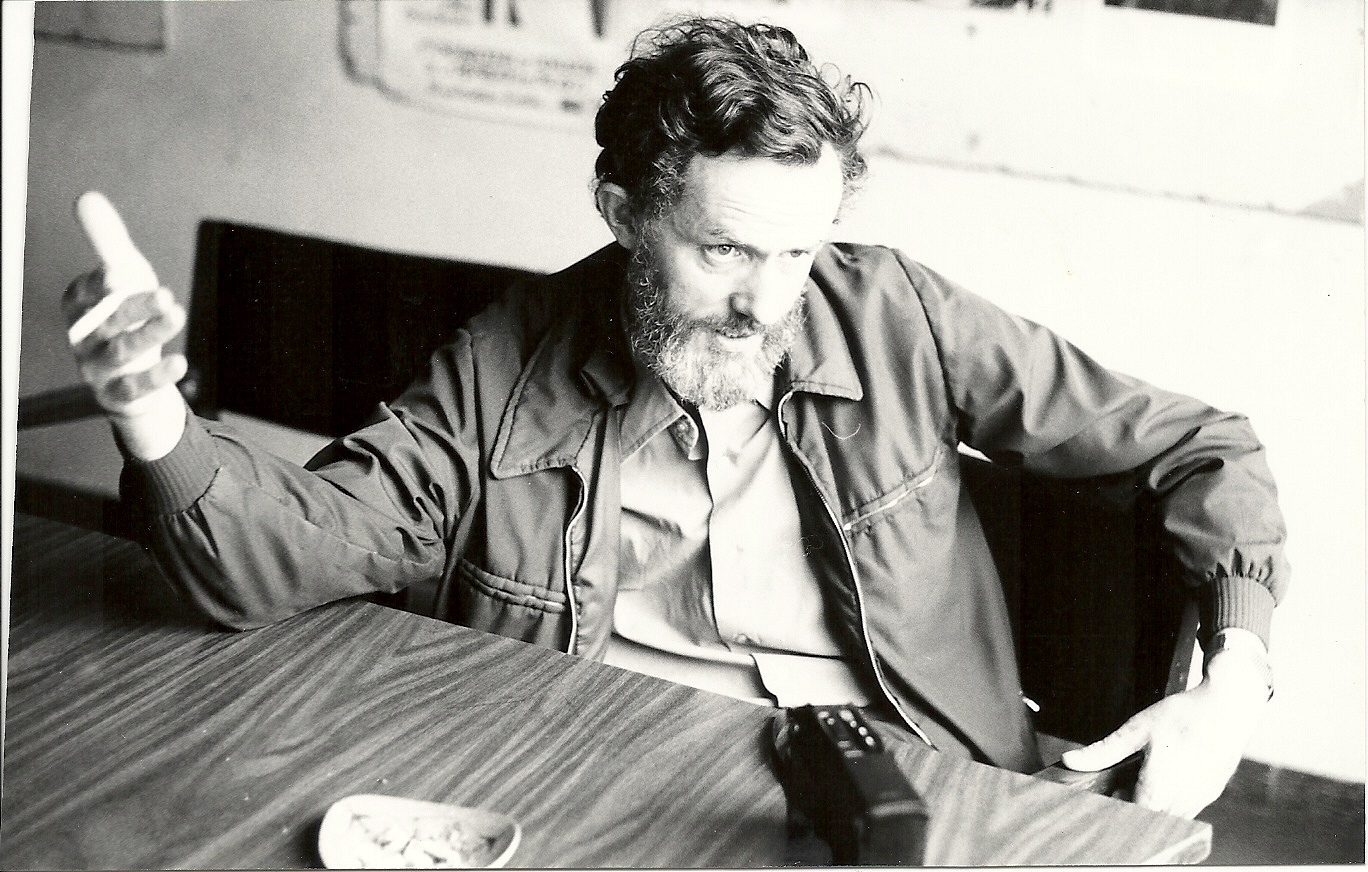
Patrick Rice (1945-2010) ancien prêtre catholique et défenseur des droits de l'homme.

Dans le contexte des disparitions forcées en Amérique latine durant la guerre froide, des femmes des divers pays ont commencé à réaliser qu'elles avaient des choses en commun à travers la recherche de leurs proches disparus. L'idée d'une association d'Amérique latine est née en 1979 quand deux ONGs de droits humains du Venezuela et du Costa Rica ont organisé une rencontre au Costa Rica. C'est durant cette rencontre qu'est née la FEDEFAM. La première présidente Lidia Galletti était membre des Mères de la Place de mai. Une autre personne clef fut Patrick Rice (en) qui ouvrit un bureau à Caracas. En 2023, la fédération couvre 14 pays d'Amérique latine : l'Argentine, le Brésil, la Bolivie, la Colombie, le Chili, l'Équateur, le Salvador, le Guatemala, le Honduras, le Mexique, le Nicaragua, le Paraguay, le Pérou et l'Uruguay.  
Bien que de nombreux membres de cette organisation soit des femmes, ce n'est pas une organisation féministe. Sa devise est la suivante : 

« Ils les ont pris vivants, ramenez-les vivants ! »

## Actions menées
La FEDEFAM a aidé à internationaliser la question de la disparition forcée en agissant comme une plateforme centrale pour les familles des disparus qu'elles encouragent à faire appel à l'ONU. En 1980 est ainsi crée le Groupe de travail sur les disparitions forcées dont l'objectif était de soutenir le travail d'investigation sur les disparitions forcées.   
Elle demande à la fois de connaître toute la vérité sur le sort des disparus et l'absence d'impunité pour les responsables des disparitions forcées,. En Argentine, elle s'est ainsi opposée au décret de grâce 1002/89 du gouvernement Menem du 7 octobre 1989, qui amnistie la plupart des militaires et civils poursuivis pour atteinte aux droits de l'homme au nom de la réconciliation nationale.  Elle a également joué un rôle de leader, aux côtés de l'ONG Human Rights Watch et de la Commission International de Juristes, pour l'adoption par l'’Organisation des États Américains de la Convention Internationale sur la disparition forcée de personnes du 9 juin 1994. Opposée à toute forme d'amnistie, la FEDEFAM a combattu des dispositions défendues, à l'ONU, par les représentants de l'Algérie, de l'Afrique du Sud et des États-Unis, qui étaient  favorables à un compromis lors des travaux préparatoires de la Convention internationale de 2006  et proposaient de faire adopter la disposition suivante  : 

« Chaque État partie veillera à ce que les mesures de grâce, d'amnistie et autres mesures similaires dont peuvent bénéficier les auteurs ou les personnes soupçonnées d'avoir commis une disparition forcée, n'aient pas pour effet d'empêcher l'exercice d'un recours effectif pour obtenir réparation. En particulier, le droit d'obtenir des informations exactes et complètes sur le sort des personnes disparues est garanti en toutes circonstances. »

La FEDEFAM, de même que la plupart des représentants d'Amérique latine et les ONG défendant les droits de l'homme, ont rejeté cette formulation qu'elles jugeaient trop conciliante, à l'égard des auteurs de disparitions forcées . 
Cette ONG fait la promotion de commémorations de la semaine internationale des disparus. 

## Reconnaissance et influence
La FEDEFAM détient un statut consultatif en catégorie II devant le Conseil Économique et Social des Nations unies, lequel est octroyé aux ONG qui se concentrent sur « un nombre limité de domaines couverts par l’ECOSOC ».
L'ONG a servi de modèle en Asie, au moment de la création de la fondation de la Fédération asiatique contre les disparitions involontaires (en), organisation faîtière fondée en juin 1998 à Manille.